# Regioni dell'Inghilterra
Le regioni inglesi, o Government Office Regions, costituiscono una suddivisione territoriale di rilevanza esclusivamente geografica e statistica e, segnatamente, rappresentano le aree statistiche NUTS di primo livello.

## Storia
Le regioni furono concepite come suddivisione di rilevanza amministrativa, con funzioni di governo locale, nel 1994, durante il governo di John Major. La necessità di creare questo livello di suddivisione territoriale era dovuta alla decisione dell'allora Comunità Europea di creare Regioni Europee in seguito al Trattato di Maastricht.
Dal 1999 costituivano i collegi elettorali dell'Inghilterra per il Parlamento europeo. Il Merseyside costituiva originariamente una regione, poi unita nel 1998 al Nord Ovest.
Ciascuna regione si suddivide in contee o autorità unitarie. In futuro le regioni saranno usate per il coordinamento dei vigili del fuoco, con una sede per area, nonché, se andranno avanti i piani di unione delle forze di polizia in atto al momento, per le forze dell'ordine. Inoltre Ofcom propone prefissi telefonici di area vasta legati alle regioni.

## Caratteristiche

### Funzioni
Le regioni non corrispondono ad enti locali dotati di personalità giuridica, ma sono solo ambiti spaziali in cui operano due distinte categorie di agenzie, una di decentramento del governo nazionale, ed una di coordinamento delle amministrazioni locali. Le Agenzie di sviluppo regionale (Regional Development Agency, RDA) sono create dal governo di Londra al fine di gestire i fondi di sviluppo regionale erogati dall'Unione Europea, mentre gli Uffici delle autorità locali (Local Authority Leaders' Board) sovraintendono ai servizi che le contee ritengono maggiormente vantaggioso gestire in comune tramite aziende regionali.
Le due regioni nord orientali hanno tuttavia rigettato ogni struttura, e di fatto non esistono. Londra ha invece un’organizzazione propria con una legge specifica e unica che ne fa una città metropolitana.

### La fallita regionalizzazione
Nel primo decennio del XXI secolo, ogni regione aveva un'assemblea ma, non essendoci elezioni regionali, i rappresentanti locali erano scelti dai consigli di contea, autorità unitaria o borgo. Londra è anche in questo caso un'eccezione poiché ha un sindaco eletto e un'assemblea con poteri in vari ambiti.
I governi guidati dal Partito Laburista avevano tentato di incrementare il potere delle regioni, come parte della cosiddetta "devolution" che ha condotto alla creazione delle assemblee regionali elettive di Scozia, Galles e Irlanda del Nord. I laburisti si erano fatti promotori di referendum che avrebbero dovuto introdurre consigli regionali composti da membri eletti dalla popolazione. Ci fu tuttavia una grande opposizione alla costituzione di tali assemblee, sia da parte della popolazione che di alcuni esponenti politici, soprattutto del Partito Conservatore, ma anche dalle file del Partito Laburista. Gli oppositori alla creazione di istituzioni regionali sostenevano che invece di facilitare il decentramento del potere da Londra, tali organismi si sarebbero rivelati ben più deboli delle stesse assemblee attualmente presenti in Scozia, Galles e Irlanda del Nord. C'era anche il timore che la politica di "regionalizzazione" fosse esclusivamente basata su un sistema utilizzato nel continente e sostenuto dall'Unione, senza tenere in considerazione i benefici tradizionalmente legati al sistema di contee tipico dell'Inghilterra. Le regioni, secondo gli oppositori, erano state costituite al solo fine di rientrare nel progetto comunitario di costituire regioni dell'Unione Europea.
Peraltro, il dato storico si contrapponeva alla regionalizzazione: l'Inghilterra, caso unico in Europa, aveva conosciuto una storia unitaria fin dai tempi della conquista normanna nel 1066, i sette regni anglo-sassoni essendosi accorpati addirittura nell'Alto Medioevo. Il concetto regionale era dunque avulso dalla mentalità inglese, molto più che addirittura in Francia, paese che seppur tradizionalmente centralista, annovera regioni che vantano una propria identità correlata ad una non antichissima incorporazione nel territorio nazionale. Lo stesso nome burocratico di talune regioni inglesi (Sudovest, Nordest) rileva il loro carattere artificioso e privo di un'identità locale tradizionale.
Il Regno Unito ha avuto sì, attraverso la creazione delle regioni, l'opportunità di rendere più efficiente l'applicazione delle normative centrali a livello locale, ma in ogni caso il ruolo delle regioni inglesi non è mai stato considerato come parte del processo decisionale, ma solo come semplice esecutore. La tendenza alla centralizzazione del potere dei governi inglesi, tuttavia, ha fatto però emergere la necessità di spostare il processo decisionale locale (quello originariamente affidato alle contee) ad un livello più alto: tale livello è proprio quello regionale. Per questo motivo, la nascita di strutture decisionali a livello regionale poteva sembrare, da questo punto di vista, un'ulteriore spinta alla centralizzazione, invece che al decentramento.
Il territorio stesso assegnato ad ogni regione è stato criticato. Si tratterebbe infatti dei "raggruppamenti territoriali" pensati oltre cinquant'anni fa durante la guerra fredda per organizzare la difesa dei civili: tutte le regioni sono infatti completamente identiche, a parte lo Yorkshire e Humber che, in quel periodo, costituiva con il Nord Est un'unica area di difesa. Queste aree, a loro volta, sono state pensate sulla base delle regioni di difesa create durante la Seconda guerra mondiale.
Esistono poi alcune obiezioni più specifiche.
- La regione del Nord Ovest è troppo lunga, e la Cumbria (la contea più settentrionale) dovrebbe essere associata alla regione del Nord Est, geograficamente vicina.
- La regione del Sud Est è sottoposta a diverse critiche. Alcuni sostengono che sia troppo estesa, sia come area che come popolazione. Altri ritengono che dovesse contenere anche le tre contee di Hertfordshire, Bedfordshire ed Essex associate invece alla East Anglia per creare l'Est dell'Inghilterra. Queste tre contee, infatti, fanno parte della cintura dei pendolari di Londra, così come il resto del Sud Est, ed è opinione comune che queste zone, che presentano problemi comuni, vadano inserite in un'unica regione.
- La regione del Sud Ovest è troppo estesa secondo alcuni (il Gloucestershire dovrebbe essere inserito nelle Midlands Occidentali), o troppo piccola per altri (Hampshire e Berkshire dovrebbero essere inserite in questa regione). C'è poi la questione della Cornovaglia: molti abitanti ritengono che, sulla base di ragioni storiche e culturali, la Cornovaglia dovrebbe costituire una regione a sé stante. Gli oppositori a questa proposta ricordano però che la Cornovaglia ha meno di un quinto della popolazione della attuale regione più piccola.
- La regione dello Yorkshire e Humber esclude l'area di Cleveland, tradizionalmente parte dello Yorkshire, ed include le aree di Grimsby e Scunthorpe, che sono state divise dalla loro tradizionale contea del Lincolnshire, aggregata invece alla regione delle Midlands Orientali.
- Altre proposte riguardano la creazione di una regione chiamata Marche Gallesi, che contenga Gloucestershire, Herefordshire, Shropshire e Worcestershire, o la creazione di una regione contenente Devon e Cornovaglia.

Nel quadro di tutta questa serie di critiche e problematiche, il 4 novembre 2004 si tenne un referendum nella regione del Nord Est. Gli elettori rifiutarono nettamente la proposta di costituire un'assemblea regionale elettiva. Referendum simili erano stati pianificati nelle regioni del Nord Ovest e dello Yorkshire e Humber ma, in seguito al risultato di quello del Nord Est, il Vice Primo Ministro John Prescott sospese l'indizione di altri eventuali referendum.
Il fallimento del processo di regionalizzazione arrivò al compimento tra il 2008 e il 2010 allorquando, una dopo l'altra, le assemblee regionali vennero progressivamente abolite, e le loro limitate competenze devolute agli Uffici delle Autorità e alle Agenzie di Sviluppo, decretando il naufragio del progetto di creare un ente locale al di sopra delle contee inglesi.

### Referendum fallimentari

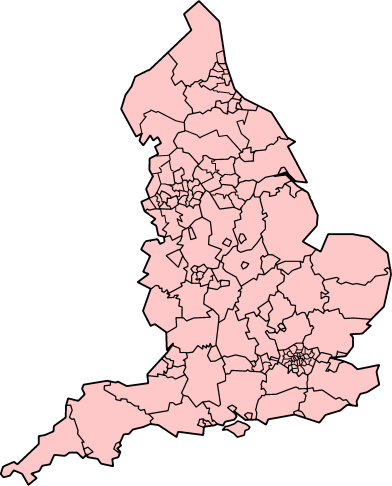
Mappa delle teoriche autorità proposte nel 2004

Un referendum si è tenuto il 4 novembre 2004 nel North East Inghilterra sull'introduzione di Assemblee Regionali per elezione dei loro membri. Ai votanti era richiesto di scegliere quale sistema di Unitary Authority avrebbero voluto vedere nelle già esistenti aree dei County Council se l'Assemblea Regionale fosse stata istituita. Nella tornata referendaria, il voto nel Nord Est fu uno schiacciante "No", rendendo opinabili i cambiamenti proposti dal governo locale.
Referendum simili sono stati posposti a data da destinarsi sia nel Nord Ovest che nello Yorkshire e Humber, come annunciato dal vice primo ministro l'8 novembre 2004.
La maggior parte dei cambiamenti proposti non avrebbero riguardato le contee metropolitane e non-metropolitane, poiché essi sarebbero stati applicati attraverso l'unione dei distretti e l'abolizione dei consigli di contea. Nelle aree dove i confini si intersecavano con quelli di altre entità locali, tuttavia, dei cambiamenti sarebbero stati necessari. Questo avrebbe colpito il Lancashire, dove molte parti sarebbero state il risultato dell'unione di Blackpool e Blackburn con Darwen (entrambe Autorità Unitarie), Sefton (nel Merseyside), il distretto di Wigan (nel Greater Manchester), e la Cumbria meridionale; questo avrebbe interessato anche il North Yorkshire, che avrebbe inglobato anche il distretto di Selby con East Riding of Yorkshire. Pochi cambiamenti avrebbero portato alla creazione di nuovi confini, tranne le proposte di unire Blackpool con parti dello Wyre, e dividere West Lancashire tra Wigan e Sefton.

## Lista
| Mappa | Regione              | Popolazione (2011) | Superficie (km2) | Densità |
| ----- | -------------------- | ------------------ | ---------------- | ------- |
|       | Grande Londra        | 8 173 941          | 1 572            | 5200    |
|       | Sud Est              | 8 634 750          | 19 095           | 452     |
|       | Sud Ovest            | 5 288 935          | 23 829           | 222     |
|       | Midlands Occidentali | 5 601 847          | 13 000           | 431     |
|       | Nord Ovest           | 7 052 177          | 14 165           | 498     |
|       | Nord Est             | 2 596 886          | 8 592            | 302     |
|       | Yorkshire e Humber   | 5 283 733          | 15 420           | 343     |
|       | Midlands Orientali   | 4 533 222          | 15 627           | 290     |
|       | Est dell'Inghilterra | 5 846 965          | 19 120           | 306     |